# Житовы
Житовы — старинный русский дворянский род. Род внесён в Бархатную книгу. При подаче документов 05 марта 1686 года, для внесения рода в Бархатную книгу, была предоставлена родословная роспись Житовых. Также была предоставлена родословная роспись (торопчан и резанцев) Житовых, идущих от Бороздиных.
В Родословных книгах имеется две фамилии - Житовых и Житовых-Бороздиных:
1. Житовы-Бороздины, потомки Юрья Лозынича, выехавшего из Волыни в 1327 году к тверским князьям   (в Гербовник не внесены). К данному роду относятся: Иван Никитич Бороздин по прозванию Жито, боярин Тверской, потом московский (ум.1506). Житов-Бороздин Пётр Иванович, тверской боярин, потом московский окольничий (ум. 1516). Тверской боярин Иван Иванович Житов-Бороздин[3].
2. Житовы, жалованные поместьями в 1628 году (Герб. Часть III. № 78).

В 1699 году шесть Житовых владели поместьями.
История этого рада начинается с летописных документов, датированных началом XVII века. Губернским дворянским депутатским собранием был внесён в VI часть дворянской родословной книги Тамбовской губернии Российской империи и был утверждён Герольдией Правительствующего Сената в древнем (столбовом) дворянстве.

## Описание герба
Щит разделен перпендикулярно на две части, из коих в правой части, в голубом поле, изображен стоящий на стропиле, составленном из серебряных и зеленых шахмат, натурального цвета лев, имеющий лоб и когти золотые, а в передних лапах золотую же саблю, остроконечием вверх поднятую. В левой части, в серебряном поле, диагонально с правого верхнего к нижнему левому углу означена красного цвета городская стена о семи зубцах и карабин, положенный крестообразно, у которого из-под курка и из дула виден огонь.
На щите дворянский коронованный шлем. Нашлемник: три страусовых пера Намёт на щите голубой и красный, подложенный золотом.
Герб рода записан в Часть III Общего гербовника дворянских родов Всероссийской империи, страница 78.

## Известные представители
- Житов Никита Иванович — воевода царя Ивана Грозного.
- Житов Григорий Васильевич — воевода в Пронске (1618), в Астрахани (1631), московский дворянин (1627-1640)[3].
- Житовы: Пётр Григорьевич и Степан Никитич — стольники патриарха Филарета (1627-1629), московские дворяне (1636-1640).
- Житовы: Лука Романович, Лаврентий и Леонтий Григорьевичи, Иван Иванович — московские дворяне (1636-1677).
- Житов Елисей Садофович — московский дворянин (1658-1677).
- Житовы: Василий и Автамон Ивановичи — стряпчие (1692-1693)[7].
- Житов, Алексей Иванович (1790—1861) — русский генерал, комендант Варшавской Александровской цитадели.